# The White Review

The White Review est un magazine londonien sur la littérature et les arts visuels. Il est publié en version imprimée et en ligne.

## Histoire
The White Review été fondée par les éditeurs Benjamin Eastham et Jacques Testard, et a publié son premier numéro en version imprimée en février 2011. L'édition imprimée trimestrielle, conçue par Ray O'Meara, contient de la poésie, de la fiction courte, des essais et des interviews ainsi que de la photographie et de l'art.
Le site web de The White Review est mis à jour avec de nouveaux contenus web exclusifs au début de chaque mois. Il contient, à l'instar de l'édition imprimée, des essais, des entretiens, de la poésie et de la fiction. Les contenus web notables incluent l'essai Nu dans votre bain à remous, face à l'abîme (Un manifeste littéraire après la fin de la Littérature et de Manifestes) de Lars Iyer.
Dans une interview avec la Creative Review, les éditeurs ont déclaré que The White Review a été conçu comme "un espace d'expression pour une nouvelle génération sans contrainte de forme, d'objet ou de genre". Lors d'un entretien avec le magazine américain Bookforum, ils ont expliqué leur souhait de créer un équivalent britannique inspiré de n+1, Guernica, Cabinet, The Paris Review et Bomb. Dans un entretien avec It's Nice, ils indique que le magazine s'efforcera de "rester proche des nouvelles formes d'écriture et de l'art émergent".

## Interviews
Chaque numéro de la revue comporte de longs entretiens avec des écrivains et des artistes. Parmi ceux les plus notables, on peut citer  Elmgreen and Dragset, Michael Hardt, Tom McCarthy, Paula Rego, André Schiffrin, Will Self, Marina Warner, Chris Kraus, Sophie Calle, Deborah Levy, et Richard Wentworth. Sur le site web, on trouve également des interviews de David Graeber, Jonathan Safran Foer, DBC Pierre, Cornelia Parker, Wayne Koestenbaum, etc.

## Contributeurs
Parmi les contributeurs notables figurent Ned Beauman, Joshua Cohen, Chris Kraus, Lee Rourke (en), Nicola Barker, China Miéville, Adam Thirlwell et László Krasznahorkai.